# Parada de Sil
Parada de Sil est une commune de la province d'Ourense en Espagne située dans la communauté autonome de Galice.